# Сатору Гођо
Сатору Гођо (јап. 五条 悟, енгл. Satoru Gojo) је измишљени лик из јапанске манга серије Jujutsu Kaisen (у преводу на српски  Борба чаробњака) чији је аутор Геге Акутами. Лик Сатору Гођо се први пут појавио у Акутамијевој краткој серији под називом Toкијска школа за чаробњаке где је био учителј чаробном тинејџеру под именом Јута Окоцу у Средњој школи за чаробњаке у префектури Токија. Ова мистерија под називом Jujutsu Kaisen 0 предходи серијалу Jujutsu Kaisen. У серији Jujutsu Kaisen, Гођо има исту улогу, али сада подучава ученика Јуђија Итадорија на којег су бачене сличне чини па му помаже да постане јачи истовремено штитећи и остале ликове у серији. 
Геге Акутами је Гођоа замислио као снажног и симпатичног лика који воли своје ученике. Глас на јапанском језику му је позајмио Јуичи Накамура, а на енглеском језику Каиџи Танг у анимираним адаптацијама које су рађене у јапанском студију MAPPA.
Лик Гођоа је добро прихваћен у медијима због његове безбрижне природе и моћима које показује штитећи своје ученике. Штавише, његова улога у Jujutsu Kaisen 0 била је високо оцењена у медијима због скривених односа као што је, на пример, његов љубавни однос са антагонистом Сугуру Гето.

## Стварање лика
Геге Акутами је створио лик Сатору Гођоа са идејом да буде један од најјачих ликова у целој серији, а да га при том читаоци лако разумеју. Једна од Гођових кључних особености је повез који носи преко очију иако може да види захваљујуц́и својим натприродним моћима. Његове очи, шест очију, првенствено користи у борби са чинима. У првом појављивању у Јujutsu Kaisen 0, Акутами је повезао Гођоа и Јута Окоцуа са Мичизане Сугаваром, познатом личношћу у јапанској историји, како би објаснио од кога су оба лика наследила своје натприродне моћи. Акутами је ово урадио у част свог покојног уредника Јаманакија. Акутами је Гођоа представио као згодног младића, док је за изглед лица инспирацију пронашао у споредном лику из Нарута чије је лице било прекривено завојима. Што се тиче Гођовог односа са ученицима, пре свега са Јуђијем Итадоријем и Јутом Окоцуом, Акутами је упростио њихов однос јер Гођо само жели да проблематични типови постану јаки. У Јапану је обичај да се људи међусобно ословљавају по презимену, а не по имену. Међутим, Гођо сваког ученика назива по имену. Акутами је изјавио да је овакву одлуку донео зато што Гођо не поштује такве друштвене традиције.
Sanghu Park, који је режирао филм и прву сезону аниме адаптације ове манга серије рекао је да је адаптација једне од Гођових првих сцена која садржи сцену проширења домена била посебно тешка и захтевна. Пошто је оригинална сцена била црно-бела, Park и његов тим су се консултовали са Акутамијем о томе које боје треба употребити за Гођово проширење домена. Што се тиче анимираног филма, Park је изјавио да је „главна нит филма наравно прича о Окоцу и Рики као главним ликовима Jujutsu Kaisen 0”, али је у исто време желео да прикаже и друге ликове из манге, пре свега да опише љубавну везу између Гођоа и Гето, којој је у оригиналној манги дато мало простора.

### Глумци
Јуичи Накамура је позајмио глас Сатору Гођоу у оригиналној јапанској серији. Лик има различите изразе лица у озбиљним и комичним сценама, али је Накамура изјавио да је нарочито уживао у комичним сценама. Глумац је сматрао да нема промене у карактеру овог лика јер је његов менторски однос према Јути био сличан односу према осталим протагонистима из главне серије Jujutsu Kaisen. Био је импресиониран радом глумице Мегуми Огате која је позајмила глас Јути и пружила му широк спектар емоција.
Каиџи Танг је позајмио глас Гођоу на енглеском језику. Танг га је описао као „најјаче натприродно биће које се икада појавило у аниме адаптацијама”. Глумац је изјавио да Гођоа карактерише ћудљива природа и специфичан однос са својим ученицима. Такође је приметио да је Гођо допадљив и племенит лик иако серија у суштини има мрачну причу. Танг је истакао да је Гођова једина слаба тачка његова ароганција, што му ипак даје људску димензију јер чак и он може да погреши.
У другом интервјуу, Танг је упоредио Гођоа са стрип јунаком Кларком Кентом и сматра да шарм који лежи у основи лика Гођоа је у томе што се, упркос годинама, понаша као размажено дете. Пре него што је урадио синхронизацију Гођоа, Танг није прочитао мангу Jujutsu Kaisen, али је чуо за њу. Када је добио улогу, Танг је истраживао и читао мангу. На самом почетку односа са учеником Јуђијем Итадоријем, Гођо примећује тамну страну своје личности јер му се јавља идеја да убије зачараног тинејџера. За разлику од претходних ликова којима је позајмљивао глас (као што је лик Gearess Joe из јапанске аниме серије Megalobox или лик Арцхер из Судбине/Ноћи боравкa), Танг сматра да је Гођов поглед на свет детињаст јер ниједан изазов из прошлости, а било их је неколико, није имао велики утицај на њега.

## Заплет

### 
Сатору Гођо је чаробњак који ради као наставник у Средњој школи за чаробњаке у префектури Токија. Он користи своје моц́и да контролише простор око себе и то на разне начине. Иако је сам себе прогласио за „најјачег”, његови савезници и непријатељи никада заправо не оспоравају ову титулу и сматрају га једним од најопаснијих људи на свету. У Јujutsu Kaisen 0 Гођо се појављује као чаробњак и као наставник младог Јуте Окоцуа којег убеђује да се придружи Токијској школи за чаробњаке како би контролисао Рику. За то време, Гођо вежба са њим, упознаје га са Пандом, Маки Зенином и Тогеом Инумакијем, и учи га како да контролише сопствене моћи. Окоцуове чини привлаче Сугуру Гето, чаробњака која се дружи са Гођом, али у исто време има непријатељски однос према њему. Гето жели да створи свет само за шамане. Када Окоцу захваљујући својим чинима добија моћ да победи Гето, Гођо се појављује и убија га. Затим помаже младом Окоцу да схвати праву природу својих моћи.
На такмичењу Kyoto Goodwill Event, Гођо се састаје са другом школом и посматра овај догађај преко монитора. Када уљези упадну на такмичење, Гођо брзо одлази тамо заједно са Утахимом и Јошинобом. Најпре се бори са Јузом којег лако побеђује. Гођо затим користи технику Hollow Purple у борби против Ханамија, али није сигуран да ли га је убио. Након ових борби, Сатору задобија огромно поштовање од стране других чаробњака и има велики утицај у свету чаробњаштва. Он убеђује своје претпостављене у школи да одрже Јуђија Итадорија у животу док не поједе све Сукунине прсте. Он обучава Јуђија, Мегуми Фушигуроа и Нобару Кугисакија. Ухваћен је у заседи коју су му приредили зли духови у Шибуји, и Кењаку успева да га зароби у кутију Prison Realm након што истерује зле духове из Ханамија. Међутим, у случају да се њему нешто лоше догоди Гођо је задужио Окоцуа да штити Јуђија.

## Пријем код публике

### Популарност
Сатору Гођо је добро примљен од стране читалаца и критичара. У анкети популарности коју је у марту 2021. године спровела Viz Media, Сатору Гођо је изабран за најпопуларнији лик под франшизом. На додели награда за аниме 5th Crunchyroll Anime Awards, Гођо је номинован за најбољи мушки лик, док је његова борба против Ријомен Сукуном проглашена за најбољу у 2021. години. Улога Јуичи Накамуре, који је позајмио глас Гођоу, такође је оцењена као једна од најбољих. За промоцију филма Jujutsu Kaisen 0позната јапанска компанија SoftBank Group је направила рекламу са својом маскотом, тј. псом који има повез преко очију баш као Гођо. У децембру 2021. јапански студио Mappa и издавачка кућа Shueisha су прославили рођендан овог најпопуларнијег лика из серије и на тај начин провомисали филм. У анкети коју је 2021. године спровео LINE Research, Гођо је заузео прво место међу ликовима серије . У такмичењу Anime Grand Prix коју сваке године спроводи јапански часопис Animage за најбољи мушки лик у аниме серијама и филмовима, Гођо је 2021. године освојио треће место одмах иза лика Јуте и лика Тенгена Узуија из јапанске манга серије .

### Kритике
На вебсајту Comic Book Resources на листи најзрелијих ликова у серији Гођо се налази на деветом месту упркос његовој детињастој личности, а то је управо разлог због којег се читаоцима манге овај лик веома допада. У другом чланку овог истог сајта Гођо је окарактерисан као један од најопаснијих ликова због његових невероватних моц́и којима ниједан лик у манги не може парирати. На сајту IGN фанови су Гођоа такође сврстали у омиљене ликове због његове личности.  је такође приметио да је Гођо разметљиве природе али да се прикладно понаша у комичним ситуацијама, наводећи као пример његову реакцију када Фушигуроа удари жена, али истиче и његову импресивну борбу када је у великој опасности.
На сајту Bleeding Cool Гођо се пореди са другим менторима као што су Какаши Хатаке, All Might или Аизава али је у оквиру овог архетипа Гођо ипак симпатичнији због „баланса између бриге и моћи због којег савлађује све озбиљне претње”, а нарочито због брижног односа са ученицима и моћима које показује у биткама. На сајту Comic Book Resources постоји чланак о десет најбољих сцена борби овог лика, при чему сцена борбе са Ђогом спада не само у најбоље оцењене борбе у којима је Гођо учествовао већ у најбољу сцену у читавој серији. И на сајту Anime News Network похваљена је сцена борбе између Гођа и Ђога због визуелних ефеката, па је аниме адаптација Jujutsu Kaisen развила свој пуни потенцијал и далеко је боља у односу на аниме Бог средње школе који је рађен раније у истом студију. Критичар ипак сматра да је Гођо архетип због натприродних моћи којима располаже, али признаје његову пријатну и допадљиву личност.
Сајт The Mary Sue сматра да је Гођов лик у Jujutsu Kaisen 0 идентичан лику у главној серији према начину на који обучава ученике, али ипак признаје да је пилот епизода помогла да се боље истражи његова прошлост на коју је утицала трагична веза са Гетом.  је такође приметио сличности као и значај односа између Гођа и Гете који се завршава на начин који је изненадио читаоце главне серије. Манга News се нада већем акценту на однос између Гођоа и Гете. Crunchyroll је навео да је Гођоу посвећено више времена на екрану у анимираној адаптацији манге, наводећи га као омиљеног лика међу обожаватељима којег би људи волели да виде. Веза између овог лика и Сугаваре Мичизанеа остала је нејасна па би се у будућности могле појавити нове критике ове серије.